# بوو جونسون
بوو جونسون (بالإنجليزية: Boo Johnson)‏ هو متزلج لوحي أمريكي، ولد في 1993 في تيهاتشابي في الولايات المتحدة.